# Kristijan Milaković
Kristijan Milaković (Zagreb, 21. travnja 1992.), hrvatski vaterpolist koji može igrati i na desnoj i na lijevoj strani. Oduvijek je igrač zagrebačke Mladosti. Visok je 203 cm i težak 100 kg. 2011./12. postigao je 18 pogodaka u Jadranskoj ligi, 8 u hrvatskom prvenstvu i 4 u Euroligi. Naredne sezone (2012./13.) bio je strijelac 41 pogotka u Jadranskoj ligi, 4 u hrvatskom kupu i 3 u hrvatskom prvenstvu. Za reprezentaciju je igrao u dvjema kvalifikacijskim utakmicama Svjetske lige 2013. protiv Turske (17:3, 20:1). U prvoj je postigao 3 pogotka, a u drugoj 1. Bio je na širem popisu izbornika Tucka za MI i SP 2013., ali nije ušao u konačan sastav.